# 元木由記雄
元木 由記雄（もとき ゆきお、1971年8月27日 - ）は、大阪府東大阪市出身の元ラグビー選手、指導者。現役時代のポジションはセンター（CTB）。

## 略歴
小さい頃から生駒山で遊んできた足腰を見込まれ、英田中学で先輩に誘われて本格的にラグビーを始める。
大阪工大高校へ進学する際には「将来の日本代表を背負って立つ逸材」と呼ばれ、高校2年、3年と2年連続で高校日本代表入りを果たす。花園に出場した同じ年の高校生からサインを頼まれた、というエピソードも持つ。
高校卒業後は明治大学に進学。明治大学ラグビー部では1年から試合に出場し3度の大学選手権優勝に貢献、4年時には主将を務めた。
大学卒業後1994年、V7最後のシーズンに神戸製鋼へ入社。1年目からレギュラーとして活躍。連覇が途切れたあと、1999年度と2000年度に全国社会人大会と日本選手権の栄冠を掲げる。トップリーグ元年（2003−2004）、神戸製鋼コベルコスティーラーズで唯一全11試合にフル出場し、チームを初代王者に導き、自らもMVPとベスト15に選ばれる。翌年もベスト15に。
長年チームの中心選手として貢献した。
日本代表には19歳で選出され、1991年のアメリカ戦で初キャップを獲得、1996年には英国バーバリアンズに選ばれ、8月17日にマレーフィールドでスコットランドと対戦した。
2007年12月11日の練習中に右アキレス腱を断裂。翌年復帰するが
2010年3月5日に現役引退を発表。
2010年3月、ラグビーU20日本代表ヘッドコーチ、神戸製鋼コベルコスティーラーズアドバイザー
。を経て、2013年に京都産業大学ラグビー部のバックスコーチに就任、2015年には、チームのヘッドコーチに就任、2020年には、チームのGMに就任した。
2019年9月のW杯日本大会でアンバサダーとして大会のPRと競技の普及へ講演などを行った。

## 人物
- 身長177cm,体重90kg[7]。マイク・タイソン似の強面だが、目と内面は優しいラガーマン。
- 子どもの頃は、近くの川でカエルやザリガニを捕ったり、友だちと外で走り回っていた。出生時4200g、中学で177cmと体が大きかったので、周りからは豪快なイメージで見られていたが性格は意外と繊細だった[11]。
- ラグビーを始めたのは最も花園ラグビー場に近い中学に入ってから。テレビドラマ「スクール・ウォーズ」の影響で、不良少年を更生させる為のスポーツというイメージがあったので、他の運動部に入ろうと思っていた。
- ラグビーが面白くなってきたのは体の強さとスピードを武器に1年生からNo.8で試合に出られるようになった頃から。ところが中学2年の時、当時の監督から「日本代表になりたければセンターに行ったらどうだ」と勧められ、その日からセンターに転向した[12]。
- 高校2年の時に足をケガして荒川博司監督にニュージーランドの選手は穴を掘っている。と言われ、練習場があった淀川の河川敷に直径約3メートル、自分の背丈くらいの深さの穴を掘っては埋める鍛錬を1年間毎日やった。花園で優勝するため、日本代表になるためにはこれぐらいやらなきゃダメだと思っていたのでキツイとは思わなかった[13]。
- 高校2年時に第68回全国大会で決勝に進出するも、試合当日早朝に昭和天皇が崩御したために決勝戦が中止となり茗溪学園高校との両校優勝となった。3年生が泣いていたのが印象に残っている。3年時は大阪府予選で敗退し、前の年度に優勝したことでおごりがあったのだと思った。
- 高校日本代表のニュージーランド遠征では自分のプレイが通用しなかった。世界のレベルとラグビーの奥深さを知り、もっと上を目指し今以上のものを身につけようと決意した。
- 明治大2年生になったばかりの1991年4月に日本代表入り。同月27日のアメリカ代表戦で後半から出場、初キャップを獲得した。当時19歳8カ月だった。当時の明治大学は、練習メニューからレギュラーの選考まで、全て選手に任されていた。その事で主体的に考え、判断してプレイする事で成長に繋がった。
- 神戸製鋼に入った1年目のワールド戦で、主力が欠場した中で敗れ、国内公式戦の連勝記録が71で止まった。「とんでもないことをしてしまった」との思いから必死に練習し、日本選手権で新日鉄釜石（現釜石シーウェイブス）に並ぶ7連覇を成し遂げた[10]。
- 1996年2月、パン・パシフィック選手権に出場する日本代表のキャプテンに選ばれ、2年後にアンドリュー・マコーミックと主将交代するまで、テストマッチ13試合に出場した。引退後、現役生活で最も辛かったことは、ジャパンのキャプテン交代だったと振り返っている。
- 得意なプレーは1対1での強さ、相手の骨が軋むタックルである。もともと人一倍負けず嫌いで、相手に負けることが許せないので、眼の前の相手に勝つことに全神経を集中させてやってきた。責任あるプレーをしないとチームのみんなを裏切 ることになり迷惑をかける。根本にあるのは基本プレーで、しっかり当たって、しっかりタックルする。全部全力でやってきた（『ラグビーマガジン』2010年5月号より）[11]。
- 日本代表キャップ79の記録（2013年6月1日に小野澤宏時に更新されるまで最多記録であった）を持つ「鉄人」。人呼んで「ミスターラグビー」。日本代表で初めてW杯4大会連続出場を果たした（後にトンプソンルークも達成）。
- 2003年、原因不明のパニック症状に陥った。チームメートを物足りなく思っていたが、彼らの支えがあって自分が活かされていることが分かり、独りよがりだった自分に気付けた。日本代表のプレッシャーを受け止めて、最高の自分を出すためにはリラックスする時間が大事で、妻や仲間や会社のサポートが大きかった[14]。現在は回復しており、病気のことを著書にて告白している。
- ゴキブリとクモが大の苦手で、見つけたら逃げ回る。高校の頃はなぜか虫も苦手だった。
- 寝言でプレーを指示し続けたことがあった（夫人談）が、夫人に指摘されても、元木は「覚えてへんなあ」と答えた。

## 受賞歴
- 2003-2004シーズン:トップリーグ年間MVP、ベストフィフティーン
- 2004-2005シーズン:ベストフィフティーン

## 著書
- もっと強く、もっと愚直に（講談社 2004年10月刊）

## 関連著書
- 永田洋光著 『元木由記雄―桜のプライド 』（阪急コミュニケーションズ ,2004年3月）ISBN 978-4-48404-203-9